# 뢰번 가톨릭 대학교
뢰번 가톨릭 대학교(네덜란드어: Katholieke Universiteit Leuven)는 벨기에 플란데런 지방 뢰번시에 위치한 벨기에 최고 명문대이자 유럽 전체에서도 손꼽히는 연구종합대학이다. 뢰번시가 영어로는 루벤(Leuven)으로, 프랑스어로는 루뱅(프랑스어: Louvain)으로 발음되기 때문에, 루벤 가톨릭 대학교 혹은 루뱅 가톨릭 대학교로도 불린다. 그러나 벨기에 프랑스어권 도시인 루뱅 라 누브(Louvain-la-Neuve)에 위치한 루뱅 가톨릭 대학교(Université catholique de Louvain)와는 다른 대학으로 두 대학은 1968년 플람스어권과 프랑스어권의 대립으로 인해 분리되었다. 
벨기에에서 가장 오래된 역사를 가진 루뱅 가톨릭 대학교 (1835–1968)를 계승하고 있다. 현존하는 가톨릭계 대학 중 교황청이 바티칸시티 밖에 설립한 최초의 대학이다. 세계적 반도체 설계기술연구소인 아이멕(IMEC)연구소가 위치하고 있다. 
인문학, 사회과학, 법학, 자연과학, 공학, 의학 등 폭넓고 다양한 전공분야에서 세계순위 50위권 이내에 드는 연구 및 교육 역량을 갖추고 있다. 자세한 사항은 아래 대학순위 항목을 참조하라. 

## 대학순위
톰슨 로이터에서 조사한 유럽에서 가장 혁신적인 대학 순위에서 2016년 이후 4년 연속으로 1위를 차지하였다. 2021년에 발표된 타임스 고등교육 세계 대학 랭킹에서는 종합 45위, QS 세계 대학 랭킹에서는 종합 84위를 기록하였다. 
2021년 QS 세계 대학 랭킹에서 발표한 세부 전공별 랭킹에 따르면 다음과 같은 전공들이 세계 50위권 이내에 위치하고 있다.
- 신학 및 종교학(Theology, Divinity & Religious Studies) 6위
- 치과학(Dentistry) 19위
- 심리학(Psychology) 23위
- 스포츠학(Sports-Related Subjects) 23위
- 통계학(Statistics and Operational Research) 24위
- 기계공학(Engineering - Mechanical) 27위
- 고전학 및 고전역사학(Classics & Ancient History) 28위
- 지리학(Geography) 30위
- 사회정책 및 행정학(Social Policy & Administration) 32위
- 철학(Philosophy) 33위
- 법학(Law and Legal Studies) 35위
- 건축학(Architecture & Built Environment) 36위
- 교육학(Education and Training) 38위
- 전자공학(Engineering - Electrical and Electronic) 38위
- 토목학(Engineering - Civil and Structural) 39위
- 약학(Pharmacy & Pharmacology) 41위
- 화학공학(Engineering - Chemical) 43위
- 화학(Chemistry) 49위
- 의학(Medicine) 51위
- 재료과학(Materials Sciences) 52위
- 공학 및 기술분야(Engineering and Technology) 52위
- 생명과학 및 의학(Life Sciences and Medicine) 55위

2021년 타임스 고등교육 세계 대학 랭킹에 따르면 다음과 같은 세부분야들이 세계 50위권 이내에 위치해 있다.
- 심리학(Psychology) 17위
- 인문학(Arts & humanities) 25위
- 법학(Law) 25위
- 사회과학(Social science) 40위
- 교육학(Education) 44위
- 임상, 사전임상 및 의료분야(Clinical, pre-clinical & health) 46위
- 컴퓨터 공학(Computer Science) 50위
- 생명과학(Life science) 51위
- 공학 및 기술분야(Engineering & technology) 53위

## 저명한 동문
- Leon Bekaert (b. 1958), 경제학, 기업가
- Paul Bulcke (b. 1954), 경제학, 기업가, 네슬레의 CEO
- Jan Callewaert, 경제학, Option N.V.의 창업자
- Mathew Chandrankunnel (b. 1958), Dharmaram Vidya Kshetram의 과학철학 교수
- Mathias Cormann (b. 1970), 벨기에 출신 오스트렐리아 상원의원 및 재정부 장관
- Jo Cornu, 공학자, 벨기에 국철의 전직 CEO
- Joan Daemen (b. 1965), 암호학, 고급 암호화 표준(Advanced Encryption Standard, AES) 설계자 중의 1인
- Julien De Wilde (b. 1967), 도식공학자, 사업가
- Noël Devisch (b. 1943), 농학
- Gabriel Fehervari (b. 1970), 법학, 기업가
- Willy Geysen, 법학, Centre for Intellectual Property Rights (CIR)의 대표
- 뤼스 이리가레(Luce Irigaray, b. 1930) 철학자
- 압둘 카디르 칸(Dr. A. Q. Khan, b. 1936), 파키스탄 핵 프로그램의 창시자
- Koen Lamberts (b. 1964), 영국 요크 대학교 Vice-Chancellor 및 총장
- Georges Meekers (b. 1965), 벨기에 출생 와인 저술가 및 교육가
- 시몽 미뇰레(Simon Mignolet, b. 1988), 골키퍼
- Martin Moors, 철학자
- Chantal Mouffe (b. 1943), 철학자
- Rudi Pauwels (b. 1960), pharmacologist, Tibotec and Virco사의 동업창업자
- Vincent Rijmen (b. 1970), 암호학자, 고급 암호화 표준(Advanced Encryption Standard, AES)의 설계자 중의 1인
- 풀턴 신(Fulton J. Sheen, b. 1895), 로마가톨릭 주교, open cause for canonization (currently "Venerable")
- Guðmundur Steingrímsson (b. 1972), 아이슬란드 정치인
- Francine Swiggers, 경제학, 여성 사업가, Arco/Dexia fraudster
- Marc Van Ranst (b. 1965), 내과의사, 바이러스학자
- 헤르만 반 롬푀이(Herman Van Rompuy, b. 1947), 벨기에 정치인, 2009년 11월에 유럽 이사회 의장(President of the European Council)으로 지명
- Jef Valkeniers, Doctor 및 정치인
- Frans Vanistendael, 법학
- Catherine Verfaillie (b. 1957) physician, 줄기세포 과학자
- Koen Vervaeke (b. 1959), 역사학, 외교관